# Carl Bosch
Carl Bosch (sinh ngày 27 tháng 8 năm 1874 - mất ngày 26 tháng 4 năm 1940) là nhà hóa học, kỹ sư và đoạt Giải Nobel hóa học người Đức. Ông chung Giải Nobel Hóa học năm 1931 với Friedrich Bergius cho những nghiên cứu mang tính tiên phong về công nghiệp hóa học áp suất cao. Đây là lần thứ hai trong lịch sử Giải Nobel Hóa học có hai người cùng đoạt giải này trong cùng một năm và cả hai đều cùng một quốc tịch (lần đầu tiên thuộc về Paul Sabatier và Victor Grignard, hai nhà hóa học người Pháp, cùng đoạt Giải Nobel Hóa học năm 1912). Quả là niềm tự hào cho hóa học Đức nói riêng và khoa học Đức nói chung. Ngoài việc có những nghiên cứu mang tính tiên phong nói trên, tại Đại học Karlsruhe, Bosch cùng Fritz Haber, một nhà hóa học người Đức, cũng là chủ nhân của Giải Nobel hóa học (1918), đã phát triển tiến trình Haber (tên gọi đầy đủ là tiến trình Haber-Bosch). Tiến trình này có tác dụng xúc tác tạo thành amonia từ hydrogen và nitrogen có trong khí quyển dưới điều kiện nhiệt độ thấp và áp suất cao. Đây là công trình khoa học quan trọng, giúp Haber nhận Giải Nobel hóa học sau đó.

## Vinh danh
Để vinh danh nhà hóa học người Đức Carl Bosch, sau khi phát hiện một tiểu hành tinh vào ngày 13 tháng 10 năm 1990 tại Tautenburg, hai nhà thiên văn học L. D. Schmadel và F. Borngen đã đặt tên cho nó là 7414 Bosch. 